# Lajos Kozma
Lajos Kozma (Lepsény, 2 settembre 1938 – Umbertide, 30 dicembre 2007) è stato un tenore ungherese, noto per le interpretazioni nella musica barocca, nel belcanto e nell’oratorio.

## Biografia
Nato in Ungheria, vicino a Budapest, Lajos Kozma si avviò presto agli studi musicali, interessandosi prima al violino e poi al canto, venendo ammesso all’Accademia Liszt a sedici anni. Ottenuta l’autorizzazione dalla prestigiosa scuola, Kozma ottenne di poter frequentare anche i corsi di canto in teatro, allora tenuti dal celebre tenore Tito Schipa, dal quale lo studente apprese anche la corretta pronuncia della lingua italiana nel canto. Debuttò quindi al teatro dell’opera di Budapest quale Malcolm nel Macbeth di Verdi e, nel 1964, vinse una borsa di studi che gli consentì di perfezionarsi al Conservatorio Santa Cecilia a Roma. Pur avviandosi ad intraprendere una carriera internazionale, l’Italia rimarrà il centro della sua attività e dove egli si stabilirà.
Debuttò a Napoli nel 1965 ne Il mondo della Luna di Paisiello e iniziò ad apparire quindi in numerosi teatri italiani e stranieri, in un repertorio molto vasto che andava da Monteverdi a Luigi Nono. Da citare i debutti a Bologna, nel 1966, quale Pelléas nel capolavoro di Debussy, a Montecarlo in Traviata con la Zeani (1967), al Comunale di Firenze nella Lulù di Berg e nel 1969 quale Edipo alla Scala di Milano in Oedipus Rex di Stravinskij con Marilyn Horne diretto da Claudio Abbado (nel medesimo anno verrà da costui diretto in una registrazione alla Rai del titolo ma con la Troyanos nel ruolo di Giocasta). Non si possono poi non ricordare le partecipazioni al Festival di Salisburgo (Ferrando in Così fan tutte, 1969), al festival di Edimburgo, ad Aix en Provence e soprattutto al Maggio Musicale Fiorentino, dove fu impegnato in opere di compositori novecenteschi (Perséphone di Stravinskij e lavori di Bucchi e Bartolozzi) ma anche nella riscoperta di titoli secenteschi (Euridice di Giulio Caccini).
Nel 1971 comparve nel film-opera Lucia di Lammemoor di Lanfranchi, nei panni di Edgardo, affiancato da Anna Moffo quale Lucia. Altre trasposizioni filmiche di opere liriche a cui partecipò furono il Pelléas et Melisande di Terrasson e l’Orfeo di Rouleau per la RAI nel 1968, nelle quali il tenore ricopre ruoli ai quali fu particolarmente associato nel corso della sua carriera. Particolarmente degna di nota risulta infatti essere la sua interpretazione dell’Orfeo monteverdiano, opera nella quale debuttò proprio nella produzione romana della RAI, e che fisserà in disco con la celebre incisione di Harnouncourt, edita nel 1969 in LP dalla Telefunken e poi riversata in CD nel 1985 e pubblicata sotto l’etichetta della Teldec. L’autorevolezza dell’interpretazione, il magistero canoro e il dominio della prosodia monteverdiana resero Kozma un riferimento nel ruolo dello sfortunato cantore e un importante protagonista della riscoperta del repertorio barocca avvenuta a cavallo fra gli anni sessanta e settanta del novecento. Su questa scia bisogna che si ricordino anche i contributi nel repertorio gluckiano (Paride nel Paride ed Elena, diretto da M.Rossi a Milano, e, nuovamente, Orfeo, nella versione tenorile dell’omonima opera del compositore tedesco) e le collaborazioni con Scimone (incisione dell’Orlando Furioso di Vivaldi nel 1978, con L. Valentini Terrani, Marilyn Horne e Victoria de los Ángeles).
Dalla metà degli anni ottanta continuò ad esibirsi soprattutto in concerti liederistici e prese a dedicarsi all’insegnamento in Italia, presso l’Accademia Chigiana di Siena nel 1987 e, dal 1988, presso l’Università italiana per stranieri a Perugia. Morì ad Umbertide, vicino Perugia, il 30 dicembre 2007.